# محمود بن عمر أكيت
محمود بن عمر أكيت (بالفرنسية: Sidi Mahmoud Ben Amar)‏ (ت 1548 م) هو فقيه وعالم مسلم، وأحد الصوفيين الـ 333 الذي يقال أنهم مدفونون في تمبكتو. ضريح سيدي محمود بن عمار هو من بين الأضرحة الـ 16 التي هي جزء من تمبكتو. هذه الأخيرة مصنفة باعتبارها موقع تراث عالمي لليونسكو. في 30 يونيو 2012، أُعلن عن تدمير ضريحه على يد جماعة أنصار الدين بعد معركة غاو لكونه ينتهك الشريعة على حسب قول الجماعة.